# Giovanni Plazzer
Giovanni Plazzer (født 30. september 1909 i Koper, død 23. juni 1983) var en italiensk roer, der deltog i OL 1932 i Los Angeles.
Plazzer deltog ved OL 1932 i firer med styrmand sammen med Riccardo Divora, Bruno Parovel, Bruno Vattovaz og styrmand Giovanni Scher. Blot syv både deltog i konkurrencen, og italienerne kvalificerede sig til finalen ved at vinde deres indledende heat over blandt andet den tyske båd. I finalen var tyskerne stærkere, og de kæmpede længe med italienerne om at ligge forrest. Til sidst måtte italienerne se tyskerne vinde guldet 0,2 sekunder foran, mens italienerne var langt foran polakkerne på tredjepladsen.

## OL-medaljer
- 1932:  Sølv i firer med styrmand